# Bob Dylan's Blues
Bob Dylan's Blues è una canzone di Bob Dylan, pubblicata nell'album The Freewheelin' Bob Dylan del 1963.

## Il brano

### Registrazione
Il brano Bob Dylan's Blues fu registrato in tre tracks il 9 luglio 1962, lo stesso giorno in cui furono registrate anche Blowin' in the Wind, Baby, I'm in the Mood for You e Down the Highway.
Il titolo Bob Dylan's Blues era lo stesso scelto per l'intero album, solo successivamente modificato in The Freewheelin' Bob Dylan.
Nell'aprile del 1963 Dylan registrò un'altra versione del brano come demo per la sua casa editrice, la M. Witmark & Sons. La registrazione è rimasta inedita fino al 2010, quando è stata pubblicata nella raccolta The Bootleg Series Vol. 9 - The Witmark Demos: 1962-1964.

### Descrizione
La canzone è per sola voce, chitarra acustica ed armonica a bocca (qui suonata in Re), come tutte le altre dell'album tranne Corrina, Corrina.
Dylan inizia il brano con un'introduzione parlata dove descrive in modo satirico le origini delle canzoni folk: «la maggior parte delle canzoni furono scritte a Tin Pan Alley, che è il posto da dove vengono molti dei brani folk al giorno d'oggi». Segue quello che si può definire come un assurdo, improvvisato blues.
In parte improvvisata, la canzone è un vivace e tragicomico susseguirsi di immagini e pensieri tra loro slegati, in «un nonsense alla Elliot» che è parodia dello spirito del disco stesso e del suo stesso autore, come poi avverrà in maniera più marcata in alcuni pezzi del suo quinto album, Bringin' It All Back Home.
Il testo della canzone riflette anche la nostalgia dell'autore per Suze Rotolo, la fidanzata in quei mesi assente (studiò arte a Perugia dal giugno del 1962 al gennaio del 1963): l'intera seconda strofa era stata scritta in una lettera alla Rotolo nel mese di giugno.

### L'omaggio di Syd Barrett
La canzone è richiamata nell'omonimo brano del 1965 di Syd Barrett, fondatore dei Pink Floyd, in realtà non una cover del pezzo dylaniano, ma in cui si omaggia il cantautore americano nel medesimo stile acustico e cantautoriale di The Freewheelin' Bob Dylan. Registrata tra il 1968 e il 1970, venne dimenticata e riscoperta da David Gilmour, e pubblicata nell'album The Best of Syd Barrett: Wouldn't You Miss Me? del 2001. Barrett era un ammiratore di Dylan, la cui influenza è presente in molte altre canzoni del fondatore dei Pink Floyd. La canzone è stata scritta dopo che Barrett aveva assistito ad un concerto di Dylan nel 1963.